# Ismail Pachá

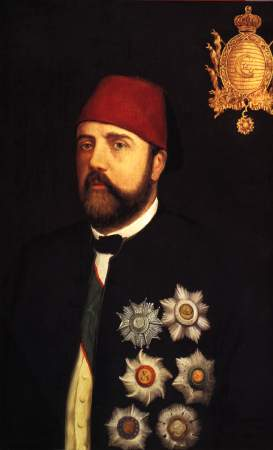
Isma'il Pasha.

Ismail Pachá (El Cairo, 31 de diciembre de 1830, - Estambul, 2 de marzo de 1895) también llamado Ismail el Magnífico (en árabe: إسماعيل باشا) era hijo de Ibrahim Bajá y fue el virrey de Egipto entre los años 1863 y 1879 bajo el control del Imperio otomano.

## Carrera
Después de una formación académica en París y misiones diplomáticas en otras partes de Europa, Ismail fue designado virrey y participó activamente en la gestión de la construcción del Canal de Suez (1859-1869). Su objetivo era la europeización completa de Egipto en el menor tiempo posible, incluso alentó el desarrollo de la elite egipcia educada en Europa. Su plan de unificar el valle del Nilo era creando una nueva provincia egipcia al sur, en Sudán. El sultán lo destituyó por su mala administración fiscal; la enorme deuda que ocasionó al país condujo a que los británicos ocuparan Egipto en 1882. Su hijo Tewfik Pachá le sucedió como jedive tras tener que abdicar por deseo de Francia y Gran Bretaña.
| Predecesor: Mehmet Said          | Valí de Egipto y de Sudán 1863 - 1867                      | Sucesor: Él mismo (deviene Jedive) |
| Predecesor: Él mismo (como Valí) | Jedive de Egipto y de Sudán 1867 - 1879                    | Sucesor: Tewfik Pachá              |
| Predecesor: Nubar Pachá          | Primer ministro de Egipto 1879 (23 de febrero-10 de marzo) | Sucesor: Tewfik Pachá              |